# By myself (hitomiのアルバム)
『by myself』（バイ・マイセルフ）は、hitomiの2枚目のアルバムである。1996年9月11日発売。発売元はavex trax。

## 概要
- 前作『GO TO THE TOP』から約1年ぶりとなったアルバム。
- シングル・アルバムを通じて初のオリコン週間1位獲得となった。
- 本作は久保こーじが全面的にプロデュースを担当しており、前作および次作『déjà-vu』でプロデューサーを務めた小室哲哉は、本作ではエグゼクティブ・プロデューサーとしてクレジットされている。

## 音楽性
- hitomiはレコーディングが始まる1か月前から作詞作業に取りかかっていた。歌詞のコンセプトは「ポジティブな面とネガティブな面の両方を出す」「ずっと続いていく道の上にいる自分が感じる、漠然とした欠落感や正体不明の焦燥感」「いつも何かを探しているのに、それが何かわからない。ずっと遠くに明確な答えがあるのに、遠すぎて見えない。だから近づこうとして歩いている」を基盤に歌詞を書いていたが、ネガティブな歌詞が多く、書いている内容が他と似通った部分が多くてスランプに陥った。そのため楽曲をもらってから、hitomi自身で「ここを生かそう」と思う部分を20個書いた歌詞のうち10個を引っこ抜く形で前田たかひろに渡し、言葉の拾い方を考えながら整理した上で、再度物語を作る感じで書き上げた[1]。その際に前田の作詞の構成の仕方を参考にした[2]。

## アートワーク
ジャケットの写真は「上を見ているhitomi」と「下を見ているhitomi」で「強さと弱さの二面性」を表現した。

## 収録曲
1. Sunshine HEAVEN, Moonlight HEAVEN
作詞：hitomi・前田たかひろ、作曲・編曲：久保こーじ
「自分の中の明暗」「自然に湧き出る強さと弱さ」を表現した[2]。
2. Sexy
作詞：hitomi、作曲・編曲：小室哲哉
5thシングル。コミー「東京ビューティーセンター'96 レディープロデュース・キャンペーン」CMソング
表記されていないが、シングルとは若干異なるアレンジで収録されている。
3. Never give up!
作詞：hitomi、作曲・編曲：久保こーじ
アルバムの中で最後にレコーディングされた[3]。
hitomiが幼い頃から、祖母から「世に出てからの風当たりは甘くない」という言葉を聞かされていたことを思い出した。そこから「生命力」という言葉を見出し、「弱音を吐いてる自分が大嫌い。生きてるパワーが感じられないだらけた自分が大嫌い。だからNever give up!」という気持ちで書いた[3]。
4. raise my eyes
作詞：hitomi・前田たかひろ、作曲・編曲：久保こーじ
「歌詞の中の『君』は自分を優しく取り巻く全ての人々を指す」「『幸せ』と感じるときもあれば、『一人寂しい』時もある」[3]「空はすごく計り知れないもので、永遠・大きさ・優しさがある。晴れた空を見上げながら聞いて欲しい」[2]という気持ちで書いた。
5. In the future
作詞：hitomi・小室哲哉、作曲・編曲：小室哲哉
6thシングル。明治製菓「アメリカンチップス」CMソング
表記されていないが、シングルとは若干異なるアレンジで収録されている。
6. Plain
作詞：hitomi、作曲・編曲：久保こーじ
タイトルには「明白な」「飾りのない」「Love」という意味を込めた[3]。
「自分の愛の形は何なのか」を考えながら書いた[2]。
「夜のドライブに聞いて欲しい」という気持ちで、今までの歌い方とは違い「優しく甘い」感じで歌った[3]。
7. by myself
作詞：hitomi、作曲・編曲：小室哲哉
7thシングル。KTV・CX系ドラマ「もう我慢できない!」エンディング・テーマ
8. real Love
作詞：hitomi・前田たかひろ、作曲・編曲：久保こーじ
テーマは「六本木を歩いている奴らが気に食わない。お前らに未来はあるのか?」と当時hitomiが世間に対して思っていたことをダイレクトに出した[1]。
9. Shinin' On
作詞：hitomi、作曲・編曲：小室哲哉
6thシングル・カップリング。アサヒコーポレーションア「ドライ・シューズ」CMソング
10. Forever
作詞：hitomi、作曲・編曲：久保こーじ
「時が止まっちゃえばいいのに」という気持ちで書いて、そのまま優しい雰囲気で歌い上げた[3]。
hitomiは「珍しく、歌詞を始めから終わりまできれいにまとめることが出来た」と振り返っている[2]。

## 参加ミュージシャン
- 小室哲哉 - キーボード・シンセサイザープログラミング・マニピュレーター(#2,5,7,9)、コーラス (#5,7)
- 久保こーじ - キーボード・シンセサイザープログラミング(#1,3,4,6,8,10)
- 松尾和博 - ギター
- 住吉中 - ベース(#6,7,8,10)
- ラファエル・パディラ - パーカッション
- ランディ・ウォルドマン - ピアノ(#4)
- 村山達哉 - ブラス・ストリングスアレンジメント(#6,7,8)
- 河合夕子 - コーラスアレンジメント・コーラス(#8)
- Lance Ellington - コーラス(#2)
- Mick Jackson - コーラス(#2)
- Chris Lord-Alge - ミキシング
- 清水彰彦 - ボーカルディレクター
- 村上章久 - シンセサイザープログラミング